# トニー・ソーンダース
アンソニー・スコット・ソーンダース（Anthony Scott Saunders, 1974年4月29日 - ）はアメリカ合衆国メリーランド州ボルチモア出身の元プロ野球選手（投手）。左投左打。

## 経歴
1992年にフロリダ・マーリンズ（現在のマイアミ・マーリンズ）と契約してプロ入り。キレの良い変化球を巧みに操る投球術で着実にマイナーを駆け上がり、1996年にはAA級ポートランド・シードッグスで13勝（4敗）を挙げた。
1997年4月5日のシンシナティ・レッズ戦でメジャーデビュー。いきなり先発ローテーション入りして4勝6敗の成績を残したが、そのうち3勝は東部地区で優勝したアトランタ・ブレーブスからだった。また、この年マーリンズはクリーブランド・インディアンスを破ってワールドシリーズ優勝を果たし、ソーンダースも第4戦に先発したが、敗戦投手となった。
1997年オフにエクスパンションドラフトでタンパベイ・デビルレイズ（現在のタンパベイ・レイズ）からトップ指名され、移籍した。
1998年は31試合に先発登板して6勝15敗・防御率4.12・172奪三振の成績を残した。だが、翌1999年5月25日のテキサス・レンジャーズ戦での投球中に左腕を骨折し、メジャーでの登板はこの年が最後となった。2000年に引退を表明した。
その後、2005年にボルチモア・オリオールズとマイナー契約を結んでスプリングトレーニングに参加して現役復帰も、メジャー復帰はならず、同年は独立リーグ・ゴールデンベースボールリーグのメサ・マイナーズでプレーして再度引退した。

## 詳細情報

### 年度別投手成績
| 年 度   | 球 団   | 登 板 | 先 発 | 完 投 | 完 封 | 無 四 球 | 勝 利 | 敗 戦 | セ 丨 ブ | ホ 丨 ル ド | 勝 率 | 打 者 | 投 球 回 | 被 安 打 | 被 本 塁 打 | 与 四 球 | 敬 遠 | 与 死 球 | 奪 三 振 | 暴 投 | ボ 丨 ク | 失 点 | 自 責 点 | 防 御 率 | W H I P |
| ------- | ------- | ----- | ----- | ----- | ----- | -------- | ----- | ----- | -------- | ----------- | ----- | ----- | -------- | -------- | ----------- | -------- | ----- | -------- | -------- | ----- | -------- | ----- | -------- | -------- | ------- |
| 1997    | FLA     | 22    | 21    | 0     | 0     | 0        | 4     | 6     | 0        | 0           | .400  | 483   | 111.1    | 99       | 12          | 64       | 1     | 2        | 102      | 2     | 1        | 62    | 57       | 4.61     | 1.46    |
| 1998    | TBD     | 31    | 31    | 2     | 0     |          | 6     | 15    | 0        | 0           | .286  | 855   | 192.1    | 191      | 15          | 111      | 1     | 7        | 172      | 2     | 1        | 95    | 88       | 4.12     | 1.57    |
| 1999    | TBD     | 9     | 9     | 0     | 0     | 0        | 3     | 3     | 0        | 0           | .500  | 204   | 42.0     | 53       | 6           | 29       | 0     | 4        | 30       | 3     | 0        | 39    | 30       | 6.43     | 1.95    |
| MLB:3年 | MLB:3年 | 62    | 61    | 2     | 0     |          | 13    | 24    | 0        | 0           | .351  | 1542  | 345.2    | 343      | 33          | 204      | 2     | 13       | 304      | 7     | 2        | 196   | 175      | 4.56     | 1.58    |

### 表彰
- トニー・コニグリアロ賞：1回（2000年）

### 背番号
- 41（1997年）
- 31（1998年 - 1999年）